# Каннский кинофестиваль 1999
Каннский кинофестиваль 1999 года проходил с 12 мая по 23 мая.

## Жюри

### Основной конкурс
- Дэвид Кроненберг, режиссёр, сценарист ( Канада) — председатель
- Доминик Блан, актриса ( Франция)
- Дорис Дерри, режиссёр, сценарист ( Германия)
- Барбара Хендрикс, оперная певица ( Швеция)
- Холли Хантер, актриса ( США)
- Ясмина Реза, актриса, сценарист ( Франция)
- Джефф Голдблюм, актёр ( США)
- Джордж Миллер, продюсер, режиссёр, сценарист ( Австралия)
- Маурицио Никетти, актёр, режиссёр, сценарист ( Италия)
- Андре Тешине, режиссёр, сценарист ( Франция)

### Конкурс короткометражных фильмов и «Синефондасьон»
- Томас Винтерберг, режиссёр, сценарист ( Дания) — председатель
- Виржини Ледуайен, актриса ( Франция)
- Грета Скакки, актриса ( Великобритания)
- Седрик Клапиш, режиссёр, сценарист ( Франция)
- Вальтер Саллес, режиссёр, сценарист ( Бразилия)

## Фильмы-участники основного конкурса
- «Розетта», реж. Братья Дарденн ( Бельгия)
- «Восемь с половиной женщин», реж. Питер Гринуэй ( Великобритания)
- «Колыбель будет качаться», реж. Тим Роббинс ( США)
- «Полковнику никто не пишет», реж. Артуро Рипштейн ( Мексика)
- «Путешествие Фелиции», реж. Атом Эгоян ( Канада)
- «Сказки Киша», реж. Абольфазл Джалили, Мохсен Махмальбаф, Нассер Тагваи ( Иран)
- «Пёс-призрак: путь самурая», реж. Джим Джармуш ( США)
- «Император и убийца», реж. Чэнь Кайгэ ( КНР)
- «Кадош», реж. Амос Гитай ( Израиль)
- «Кикудзиро», реж. Такэси Китано ( Япония)
- «Человечность», реж. Брюно Дюмон ( Франция)
- «Кормилица», реж. Марко Беллоккьо ( Италия)
- «Письмо», реж. Мануэл де Оливейра ( Португалия)
- «Обретённое время», реж. Рауль Руис ( Франция)
- «Забвение», реж. Джон Сейлз ( США)
- «Молох», реж. Александр Сокуров ( Россия)
- «Наши счастливые жизни», реж. Жак Майо ( Франция)
- «Пола Икс», реж. Лео Каракс ( Франция)
- «Простая история», реж. Дэвид Линч ( США)
- «Любовь разлучит нас», реж. Ю Ликвай ( Гонконг)
- «Всё о моей матери», реж. Педро Альмодовар ( Испания)
- «Чудесная страна», реж. Майкл Уинтерботтом ( Великобритания)

## Фильмы-участники конкурса короткометражных фильмов
- «Когда весь день испорчен», реж. Аманда Форбис, Венди Тилби ( Канада)
- «Вечность» (англ. An Eternity), реж. Даехюн Ким ( Республика Корея)
- «Билли и воздушный шарик», реж. Дон Хетцфельд ( США)
- «Devil Doll/Ring Pull», реж. Джарл Олсен ( США)
- «Одновременность», реж. Ким Сонсук ( Республика Корея)
- «Пища для размышлений», реж. Джон Пейтон, Мэттью Росс ( США)
- «Шелуха», реж. Джерри Хэндлер ( ЮАР/ Великобритания/ США)
- «Нечего сказать», реж. Венсан Перес ( Франция/ Канада)
- «Рулетка», реж. Роберто Сантьяго ( Испания/ Канада)
- «Пикник», реж. Сон Иль Гон ( Республика Корея)
- «Стоп», реж. Родольф Маркони ( Франция)
- «Похитители печенья», реж. Хьюго Карри, Тоби Лесли ( Великобритания)

## Победители
- Золотая пальмовая ветвь
«Розетта», реж. Братья Дарденн
- Гран-при
«Человечность», Брюно Дюмон
- Лучшая актриса
Северин Канель («Человечность»)
Эмили Декьенн («Розетта»)
- Лучший актёр
Эммануэль Шотте («Человечность»)
- Лучший режиссёр
Педро Альмодовар («Всё о моей матери»)
- Лучший сценарий
Юрий Арабов («Молох»)
- Приз жюри
«Письмо», Мануэл де Оливейра
- Технический гран-при
«Император и убийца», Ту Цзюйхуа (за лучшее техническое решение)
- Золотая пальмовая ветвь за короткометражный фильм
  - «Когда весь день испорчен», реж. Аманда Форбис, Венди Тилби ( Канада)
- Приз жюри за короткометражный фильм
  - «Пикник», реж. Сон Иль Гон ( Республика Корея)
  - «Стоп», реж. Родольф Маркони ( Франция)